# 接触皮膚炎
接触皮膚炎（せっしょくひふえん、Contact dermatitis）とは、何らかの物質が皮膚に接触したことで発症した、急性の皮膚疾患である。接触性皮膚炎とも言う。日常語ではかぶれ。洗剤など強い刺激を起こす原因物質に触れることで起こる「一次性接触皮膚炎」と、特定の物質に感作されて起こる「アレルギー性接触皮膚炎」がある。アレルギー性では貼布試験（パッチテスト）を行うことでアレルゲンを特定できる。

## 分類
- 一次刺激性接触皮膚炎 (ICD, Irritant Contact Dermatitis)

原因物質の接触によって皮膚の炎症を誘発する。原因物質の毒性の強さによって、症状の強さが決まる。アレルギーは無関係なので、誰でも起こり得る。
- アレルギー性接触皮膚炎 (ACD, Allergic Contact Dermatitis)

アレルギーの原因物質に触れると、皮膚の炎症細胞が感作される。次に、またその原因物質に接触することによって、皮膚の炎症細胞が活発に働き湿疹を誘発する。原因物質の毒性の強さと症状の強さは相関しない。

## 症状
掻痒を伴う発疹が、原因物質の接触した部分に出現する。発疹の特徴として、最も典型的な湿疹の経過をたどる皮膚炎である。水疱・紅斑・丘疹など。重症例では潰瘍を伴うこともある。歯科材料への金属アレルギーの場合、詰め物により慢性的な口内炎を起こすことがある。
服などで密閉された体の一部分に汗が原因で発疹することがある。
接触皮膚炎症候群では、原因物質の接触した以外の部分にも湿疹が広がることで、掻いて広がる場合をいう。さらにこれが全身に広がることがあり、自家感作性皮膚炎と呼ばれる。

## 原因
一次刺激性接触皮膚炎 (ICD) は、油・洗剤・石鹸など刺激の強い物質で起こる。おむつかぶれは、尿や便が細菌によって分解されできるアンモニアによる刺激で生じる。
アレルギー性接触皮膚炎 (ACD) は、化粧品・外用剤などの原因となる物質が皮膚に接触させることで、アレルギー反応が生じ発症する。アレルギーの原因物質で有名なものは、プリミン（サクラソウに含まれる）・ウルシオール（漆に含まれる）・パラフェニレンジアミン（ジアミン、ヘアカラーリング剤に含まれる）がある。ほかには以下が一般的。
- 植物では、サクラソウ・菊・マンゴー・銀杏。
- 金属アレルギーも一般的。歯科材料のニッケルなどが溶けだすことによる歯肉の炎症も含む。

## 診断・検査
一次刺激性接触皮膚炎 (ICD) では、アレルギーとは無関係なため、特に検査を行うことはしない。
アレルギー性接触皮膚炎 (ACD) では、確実な診断は貼布試験（パッチテスト）である。疑わしい物質を皮膚に貼付し、48時間後に皮膚の反応を見るという検査である。IV型アレルギーの代表的な検査法であり、陽性反応は、紅斑・浮腫・小水疱などの湿疹が貼付した部分にできる。（あくまでIV型アレルギーなので好酸球やIgEは関与しない。）金属アレルギーの場合は1週間たって陽性反応が出ることもあるため、診断に時間がかかる。

## 治療
まず原因物質の被曝を防ぐ。汗による場合は通気性の良い衣類を着用し、体を締め付けない様にし、ベルトは強く締めすぎず、ストッキングはショートストッキングを使用する。
一般的に、ステロイド外用薬やカルシニューリン阻害剤といった抗炎症薬と、保湿剤を塗ることですぐ治っていく。全米皮膚炎学会の推奨では、ステロイド外用薬離脱を避けるため2-4週間以上は使用すべきではない。重症では数か月かかることもある。発疹の症状が強い場合や自家感作皮膚炎の場合は、ステロイドの内服、注射等、全身投与が必要になることがある。
痒みに対しては、抗アレルギー薬、抗ヒスタミン薬を使用する。

## トピックス
日常生活では、化粧品、シャンプー、整髪料、染髪やパーマに使われる薬剤が原因で、肌や頭皮に接触皮膚炎が起こることが多い。特に、1990年代中盤以降に、染髪が一般化してからは顕著である。また、生まれつきや自然な髪色の変化で髪が黒くない人が、校則の頭髪チェックで「髪が黒くない」とみなされ、不当な理由で学校から黒染めされ、生徒が接触皮膚炎になったという問題も起きている。
2005年開催の愛・地球博で、アフリカ共同館を中心にヘナを利用したタトゥー（ボディペインティング）が行なわれた際に、それに含まれるパラフェニレンジアミン（ジアミン）によるかぶれが多発し、問題になったことがある。